# Anastasia von Sirmium

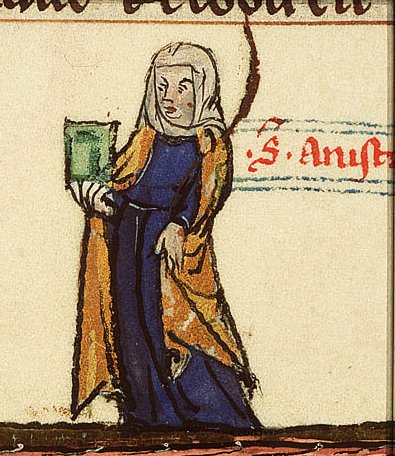
Anastasia mit Buch und Märtyrerpalme, Stundenbuch von Lüttich, 1250–1300

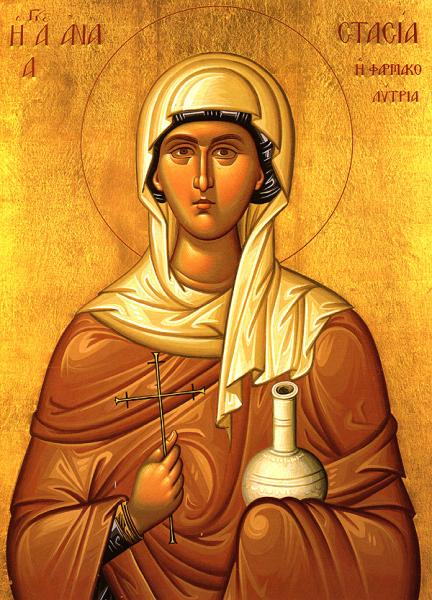
Orthodoxe Ikone der hl. Anastasia mit dem griechischen Beinamen Φαρμακολύτρια (Pharmakolýtria)

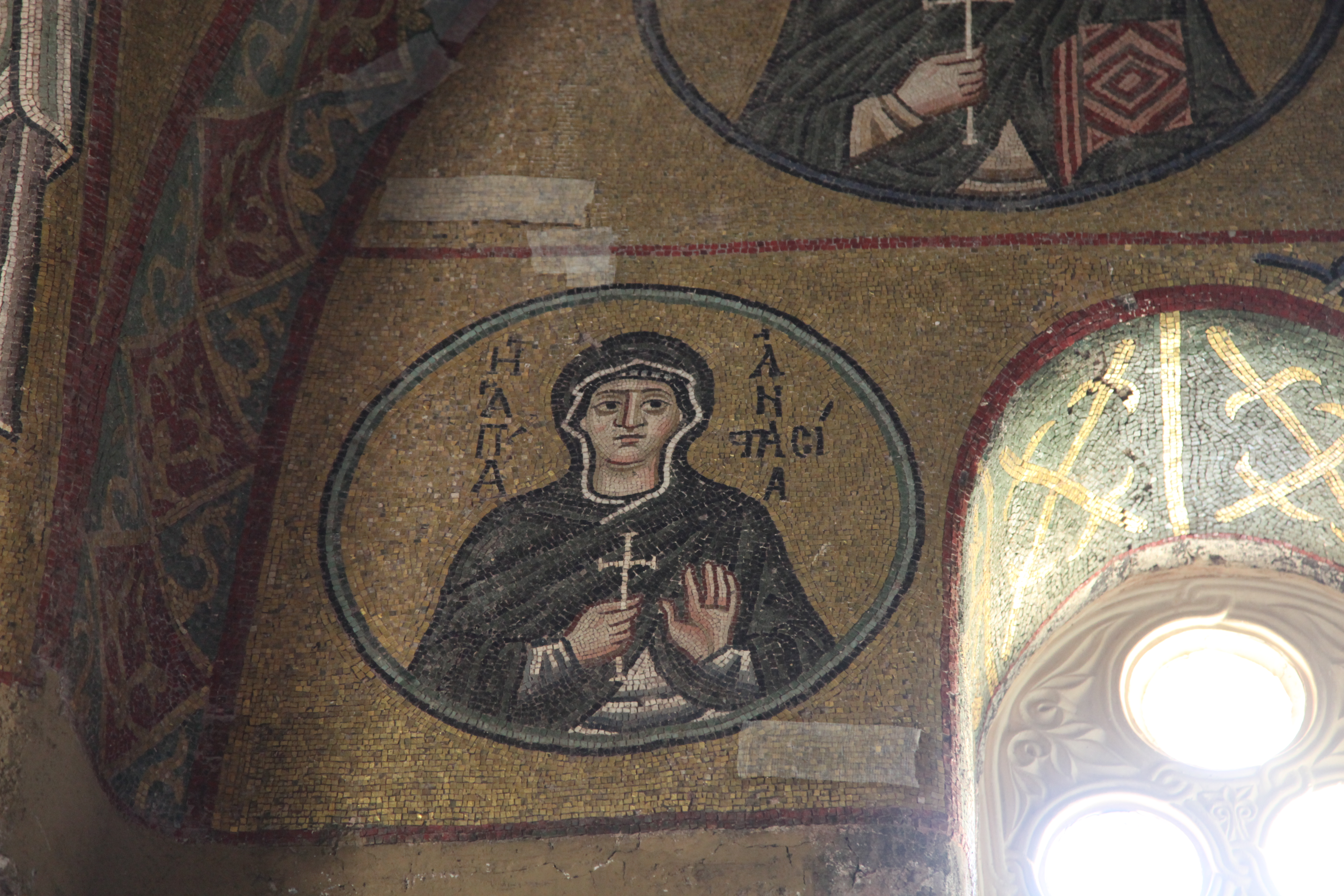
Anastasia mit Märtyrerkreuz, Mosaik im Kloster Hosios Lukas, 11. Jh.

Die heilige Anastasia von Sirmium (kroat. Stošija; † um 304 in Sirmium, Syrmien, heute Serbien) war eine frühchristliche Märtyrin. Sie wird in der römisch-katholischen Kirche und den orthodoxen Kirchen als Heilige verehrt. Sie wird unter anderem als Schutzheilige bei Krankheiten angerufen, worauf der griechische Beiname Φαρμακολύτρια (Pharmakolýtria) hinweist. Wahrscheinlich erlitt Anastasia in der Christenverfolgung unter Diokletian das Martyrium. Ihre Reliquien wurden um 465 zunächst nach Konstantinopel überführt und dort in der ihr geweihten Kirche beigesetzt.
Die hl. Anastasia wird in verschiedenen Martyrologien angeführt und auch in den römischen Messkanon aufgenommen. In Rom wurde ihr die Kirche Sant’Anastasia al Palatino geweiht. Weil ihr Fest in der Westkirche am 25. Dezember gefeiert wird, wurde im 5. Jahrhundert ihre römische Titelkirche die Stationskirche für die zweite Messe des Papstes am Weihnachtstag, die Missa in aurora (Messe in der Morgendämmerung) oder „Hirtenmesse“.

## Überlieferung
Gegen ihren Willen wurde Anastasia mit einem heidnischen Mann verheiratet. Nach dem frühen Tod ihres Ehemannes widmete sie sich in Rom ganz der Fürsorge für gefangene Christen. Als ihr Seelenführer Chrysogonus von Aquileia in der Christenverfolgung gefangen genommen wurde, begleitete sie ihn zur Hinrichtungsstätte in Aquileia in Oberitalien. Dort wurde sie selbst ergriffen, in Sirmium in den Kerker geworfen und schließlich zum Tode verurteilt. In einem leckgeschlagenen Boot trieb man sie aufs offene Meer hinaus; weil aber das Schiff nicht unterging, wurde sie in Sirmium verbrannt.

## Verehrung

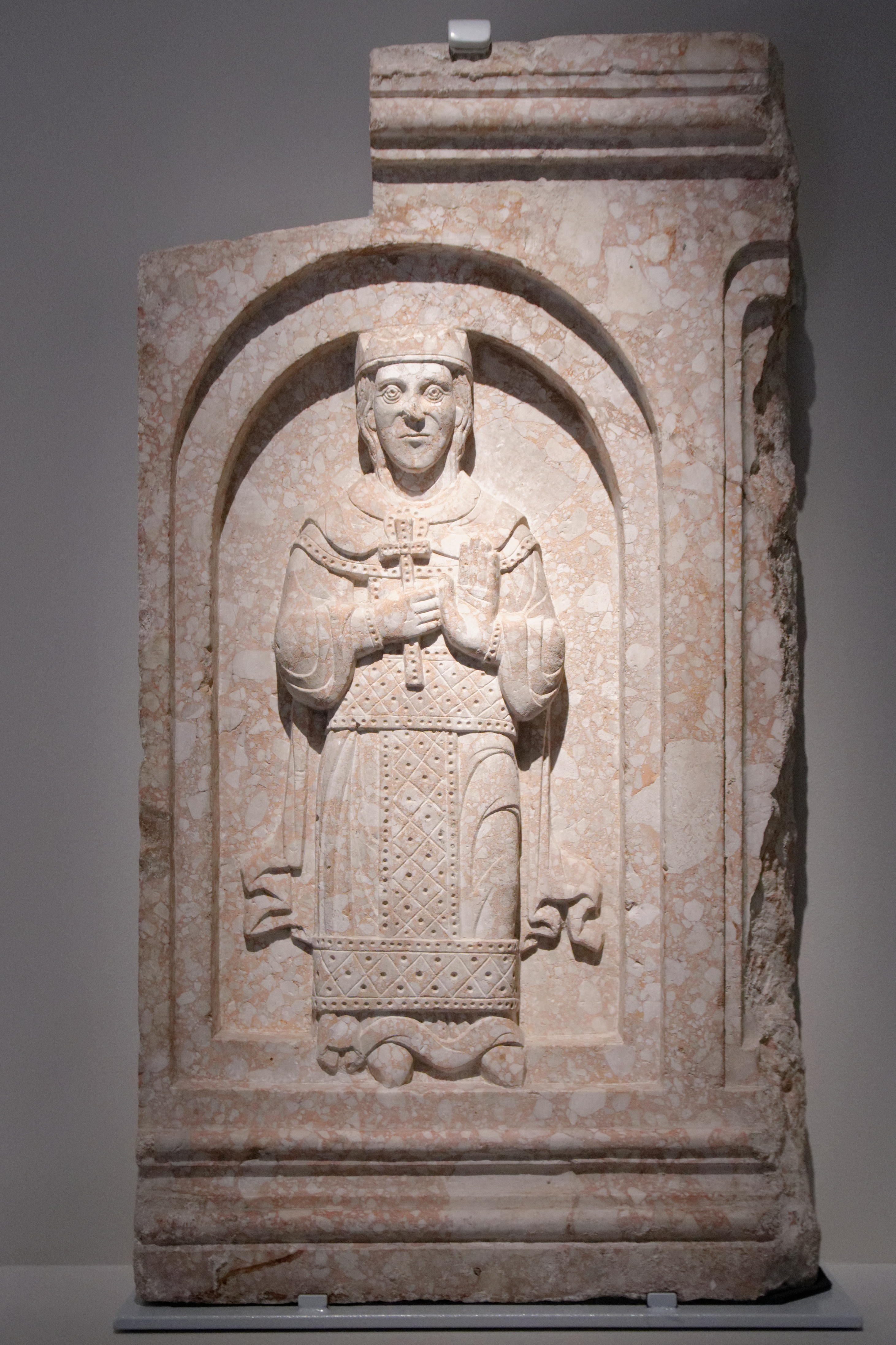
Relief der hl. Anastasia in der Kathedrale von Zadar in Kroatien, 1150 bis 1200

Der Gedenktag der heiligen Anastasia ist in der Westkirche am 25. Dezember, in der Ostkirche am 12. Oktober oder 22. Dezember, in der koptischen Kirche am 5. Januar.
In der Ikonographie wird die Heilige als junge Frau mit Schleier und den Attributen Kreuz, Märtyrerpalme, Schere, Arzneigefäß oder auf dem Scheiterhaufen, an Pfählen festgebunden oder auf einem Boot dargestellt. Anastasia von Sirmium wird um Beistand bei Kopfkrankheiten, Brustleiden und bei schweren Geburten angerufen; deswegen trägt sie den griechischen Ehrentitel Pharmakolytria („Befreierin durch Arznei“). 
In der Anastasiakapelle des Klosters Benediktbeuern nahe dem Kochelsee in Bayern befinden sich seit 1053 Reliquien der heiligen Anastasia, die im Mittelalter Ziel vieler Wallfahrten waren. Das Kochelsee-Wunder im Jahre 1704 wird auf die Anrufung der hl. Anastasia zurückgeführt.
Anastasia ist auch eine der Schutzheiligen der kroatischen Küstenstadt Zadar. Die Kathedrale von Zadar, die der heiligen Anastasia geweiht ist, beherbergt ebenfalls Reliquien der heiligen Anastasia.
Bulgariens einzige bewohnte Insel heißt Sweta Anastasia; dort lebten bis 1923 Mönche im gleichnamigen Kloster.